# Schweizer Presserat
Der Schweizer Presserat ist die Selbstregulierungs-Instanz für medienethische Fragen in der Schweiz.

## Geschichte
Der heute als Impressum bekannte Verein der Schweizer Presse begann im November 1969 mit der Erarbeitung eines «Ehrenkodex» für die journalistische Arbeit. Der Vorentscheid wurde bereits 1968 getroffen und hatte das Ziel, die Selbstkontrolle der Presse zu fördern. Die Erarbeitung des Kodex wurde in den darauffolgenden Jahren von den regionalen Verbänden kritisch begleitet. 1970 kam es zu einem Rückschlag, als die Versammlung der delegierten Mitglieder die Rückweisung beschliessen. Anlass zu Streit führte die Debatte über die Aufnahme eines «Rechts auf Information», die nach Ansicht der Delegierten nicht durch die Berufsethik, sondern durch den Gesetzgeber zu regeln sei. Einwände gab es auch zur Frage, welche Art der Berichterstattung vom Ehrenkodex erfasst werden sollte: Die Genfer Sektion setzte sich mit ihrem Antrag durch, dass im Text nicht nur eine «seriöse», sondern auch «lebhafte Berichterstattung» gefordert werden solle.
Die Erklärung der Pflichten und Rechte der Journalisten wurde in einer ersten Fassung schliesslich am 17. Juni 1972 angenommen. Die Abstimmung fiel mit 62 gegen 7 Stimmen deutlich aus. Aus dem «Ehrenkodex» wurde damit der «Pressekodex». Die Delegierten des Vereins der Schweizer Presse entschieden am selben Tag, den Pressekodex zum integrierenden Bestandteil der Statuten zu erklären und einen Presserat zu schaffen, um Verletzungen des Pressekodexes beurteilen und feststellen zu können. Verschiedene Medien, darunter die Neue Zürcher Zeitung, druckten daraufhin den gesamten Wortlaut des Pressekodex in ihren Ausgaben ab. 1977 wurde der Schweizer Presserat eingesetzt.
Anfang 2000 traten die Konferenz der Chefredaktoren, das Schweizer Syndikat Medienschaffender und die Gewerkschaft Comedia dem Presserat bei und gründeten die Stiftung Schweizer Presserat als Träger des Presserats. Seit Juli 2008 gehören dieser Trägerschaft auch die Verlegerverbände und die SRG an.

## Zusammensetzung
Der Presserat besteht aus 21 Mitgliedern und organisiert sich in drei Spruchkammern. Davon sind 15 Mitglieder Berufsjournalisten und sechs sind Publikumsvertreter, die keine Medienberufe ausüben. Für die Vertretung der Sprachregionen und Geschlechter bestehen Quotenregelungen. Präsidentin ist seit 2021 Susan Boos, sie folgte auf Dominique von Burg. Seit 2025 ist Daniel Hitzig Stiftungsratspräsident, zuvor Martina Fehr (2021–2025). Vorher war Markus Spillmann Präsident. Gewählt werden die Mitglieder des Presserats vom Stiftungsrat der Stiftung Schweizer Presserat, der seinerseits aus 18 Vertretern der Träger der Stiftung zusammengesetzt ist.
| Mitglied                | Funktion                                                                       | Wohnort            |
| ----------------------- | ------------------------------------------------------------------------------ | ------------------ |
| 1. Kammer               |                                                                                |                    |
| Susan Boos              | Journalistin, Präsidentin des Presserates und der 1. Kammer                    | St. Gallen         |
| Luca Allidi             | Anwalt, Publikumsvertreter                                                     | Ascona             |
| Catherine Boss          | Co-Leiterin Recherchedesk TX-Group                                             | Zürich             |
| Ursin Cadisch           | Social-Media-Redaktor, Radiotelevisiun Svizra Rumantscha                       | Chur               |
| Stefano Guerra          | Journalist, La Regione                                                         | Piotta             |
| Erik Schönenberger      | Geschäftsleiter Digitale Gesellschaft, Publikumsvertreter                      | Blatten b. Natters |
| Casper Selg             | freier Journalist                                                              | Bern               |
| 2. Kammer               |                                                                                |                    |
| Annik Dubied            | Präsidentin 2. Kammer, Presserat-Vizepräsidentin                               | Neuenburg          |
| Madeleine Baumann       | Pflegefachfrau, Dekanin Fachhochschule (FH), pensioniert, Publikumsvertreterin | Pully              |
| Joëlle Fabre            | Journalistin, 24heures                                                         | Lausanne           |
| Sébastien Julan         | stv. Chefredaktor, La Liberté                                                  | Echarlens          |
| Fati Mansour            | Journalistin, Le Temps                                                         | Genf               |
| Denis Masmejan          | freier Journalist, Generalsekretär RSF Suisses                                 | Pully              |
| Anne-Frédérique Widmann | Journalistin, RTS                                                              | Genf               |
| 3. Kammer               |                                                                                |                    |
| Jan Grüebler            | Präsident 3. Kammer und Vizepräsident Presserat                                | Zürich             |
| Annika Bangerter        | Redaktorin, AZ Medien                                                          | Basel              |
| Lena Berger             | Stv. Chefredakteurin / Blattmacherin, «Beobachter»                             | Zürich             |
| Dennis Bühler           | Bundeshausredaktor, «Republik»                                                 | Bern               |
| Monika Dommann          | Geschichtsprofessorin (Universität Zürich), Publikumsvertreterin               | Zürich             |
| Andri Rostetter         | stv. Leiter Inlandredaktion, NZZ                                               | Zürich             |
| Hilary von Arx          | Rechtsanwältin, Publikumsvertreterin                                           | Rüschlikon         |

## Funktion
Gestützt auf sein Geschäftsreglement werden Fälle aus berufsethischer Perspektive beurteilt. Er behandelt Fälle aus allen Medien (Print, Radio, Fernsehen, Internet), sofern sich eine Beschwerde auf den redaktionellen Teil bezieht. Beschwerdeberechtigt ist ein Jedermann. Ausnahmsweise greift das Plenum des Presserats mit Mehrheitsbeschluss aktuelle Fälle von sich aus auf – sofern sich grundlegende Fragen stellen.
Der Presserat hält in seinen Stellungnahmen fest, ob der Journalistenkodex verletzt wurde. Er kann den Medienschaffenden keine Sanktionen auferlegen. Die Redaktionen sollten aber zumindest über diejenigen Entscheide des Presserates berichten, die sie selber betreffen.
Mit seinen Stellungnahmen und seinem Journalistenkodex will der Presserat Normen für einen berufsethisch fairen Journalismus setzen.

## Rechtliche Grundlagen
Die Organisation hat keinerlei rechtliche Einflussmöglichkeiten. Er kann keine Publikation verbieten, sondern nur Empfehlungen abgeben.

## Grundlage der Stellungnahmen
Grundlage der Stellungnahmen bildet der Journalistenkodex Erklärung der Pflichten und Rechte der Journalistinnen und Journalisten. Die Stellungnahme beurteilt jeweils die Frage, ob eine Veröffentlichung dem Journalistenkodex entgegenläuft.
1999 fügte der Presserat den elf Pflichten und sieben Rechten der Erklärung knapp 40 Richtlinien bei. Diese Richtlinien erläutern als praxisnahe Kommentare die Pflichten und Rechte anhand von Fällen, die der Presserat beurteilt hat.
Ende 2011 hat die Organisation ihre bisherige Praxis im Ratgeber So arbeiten Journalisten fair zusammengefasst.